# Местечень
Местечень, Местечені (рум. Mesteceni) — село у повіті Сучава в Румунії. Входить до складу комуни Ваду-Молдовей.
Село розташоване на відстані 330 км на північ від Бухареста, 30 км на південний схід від Сучави, 92 км на захід від Ясс.

## Населення
За даними перепису населення 2002 року у селі проживала 221 особа, усі — румуни. Усі жителі села рідною мовою назвали румунську.